# Cinta Laura
Cinta Laura Kiehl (Quakenbrück, 18 agosto 1993) è una cantautrice, ballerina e attrice tedesca con cittadinanza indonesiana. Il suo nome completo significa "grazia nata da un sogno".

## Biografia
La madre di nome Herdiana, S.H. e suo padre di nome Michael Kiehl, un cittadino tedesco. Quando infanzia Amore ama innaffiare le piante, giocare scivolo, e fare il bagno nel fiume che si trova non lontano dalla sua casa. Dall'infanzia all'adolescenza ha vissuto fuori Indonesia come segue suo padre, che ha lavorato come Direttore Generale della "Hotel Grand Hyatt". Essendo nato e cresciuto all'estero, Cinta è unico rispetto agli artisti indonesiani in generale. Il dialetto e l'accento come una miscela di indonesiano e inglese. Caratteristica di questo è ciò che rende la figura più facilmente riconoscibile. La sua carriera nel settore intrattenimento, come la maggior parte delle celebrità, è venuto dal mondo dei modelli. Quando aveva 13 anni, è diventato uno dei finalisti del "Top Model" 2006 Al seguito del processo di selezione, ha vinto.

## Discografia
Album in studio
- 2010 - Cinta Laura
- 2012 - Hollywood Dreams